# Paul Revere & the Raiders
Paul Revere & the Raiders é uma banda de rock estadunidense de Boise, Idaho que alcançou enorme sucesso nos anos 60. É mais conhecida por hits como "Indian Reservation", "Steppin' Out", "Just Like Me", "Kicks", "Let Me" e "Hungry". o grupo se separou em 2014 debido a morte do tecladista Paul Revere falecido a os 76 anos.

## Discografia

### Álbuns de estúdio
- Like, Long Hair 1961
- Paul Revere and the Raiders 1963
- Here They Come 1964
- Just Like Us 1965
- Midnight Ride 1966
- In the Beginning 1966
- The Spirit of '67 1967
- Paul Revere and the Raiders Greatest Hits 1967
- Revolution! 1967
- A Christmas Present… And Past 1967
- Goin' to Memphis 1968
- Something Happening 1968
- Hard'n Heavy 1969
- Two All-Time Great Selling LP's 1969
- Alias Pink Puzz 1969
- Paul Revere and the Raiders Featuring Mark Lindsay 1970
- Collage 1970
- Good Thing 1971
- The Raiders Greatest Hits, Vol 2 1971
- Indian Reservation 1971
- Movin' On 1972
- Country Wine 1972
- All Time Greatest Hits 1972
- Special Edition Featuring Michael Bradley 1982
- Great Raider Reunion 1983
- Paul Revere Rides Again 1983
- Generic Rock Album 1984
- Still Live 1984
- Just Like Us! 1998
- Midnight Ride 2000
- Mojo Workout 2000
- Alias Pink Puzz 2001
- Something Happening 2001
- Ride to the Wall 2001
- Hard 'N' Heavy 2003
- Ride to the Wall Vol. 2 2005
- Anthology Kicks! 1963-1972 2005